# Bligh Bros.
Bligh Bros. war ein britischer Karosseriehersteller, der anfänglich Kutschen und im 20. Jahrhundert Aufbauten für Automobile fertigte. Zu den bekanntesten Kreationen Blighs gehören die Rennwagenunikate vom Typ Chitty Bang Bang.

## Unternehmensgeschichte

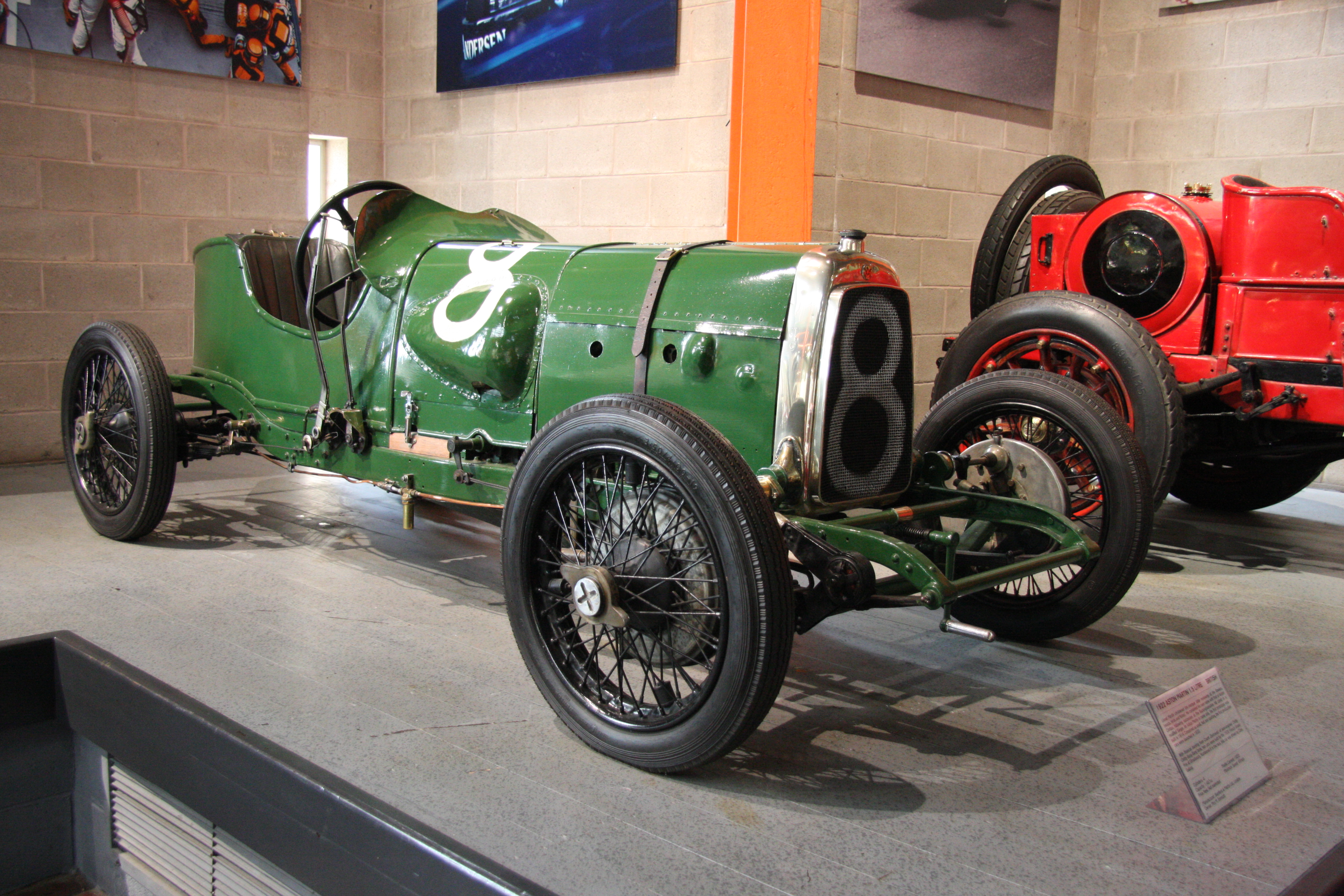
Von Bligh Bros. eingekleideter Aston Martin (1922)

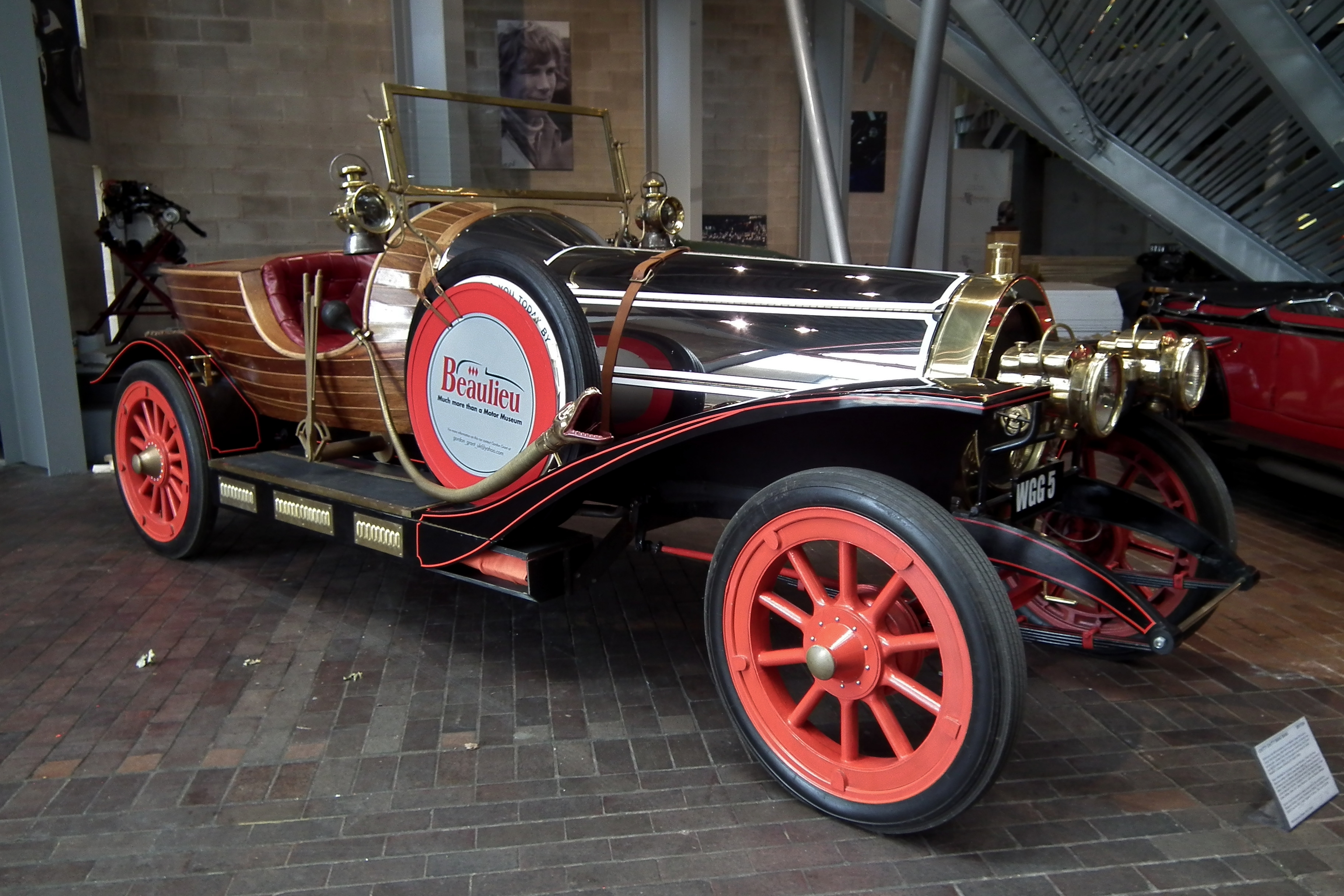
1968 hergestellte Replica des von Bligh karossierten Chitty Bang Bang III

Bligh war in der südostenglischen Stadt Canterbury ansässig. Das Unternehmen wurde 1812 von William Bligh gegründet. Bligh arbeitete zunächst als Stellmacher. Mitte des 19. Jahrhunderts übernahmen seine Söhne William, John, Jasper und Henry den Betrieb. Ab etwa 1860 fertigte das Unternehmen komplette Kutschen. Bligh hatte zunächst vor allem lokale Kunden aus der Grafschaft Kent, expandierte aber ab etwa 1870 nach London. Die Bligh-Brüder eröffneten einen Ausstellungsraum im Stadtzentrum in Covent Garden. In der britischen Hauptstadt erzielte das Unternehmen einige Erfolge; Blighs Entwürfe gewannen mehrfach Preise bei nationalen und auch bei internationalen Ausstellungen.
Mit der zunehmenden Verbreitung des Automobils zu Beginn des 20. Jahrhunderts stellten zahlreiche britische Kutschenhersteller ihre Produktion auf Automobilkarosserien um. Beispiele hierfür sind Barker, Maythorn und Rippon Brothers. Ob auch Bligh Bros. diesen Weg im ersten Jahrzehnt des 20. Jahrhunderts bestritt, ist unklar. Gesichert ist hingegen, dass Bligh in dieser Zeit in wirtschaftliche Schwierigkeiten geriet, den Ausstellungsraum in London aufgeben musste und 1913 zahlungsunfähig war.
Nach dem Ende des Ersten Weltkriegs wurde Bligh von dem polnischen Grafen Louis Zborowski übernommen, der auf dem Anwesen Higham Park in der Nähe Canterburys lebte. Zborowski, ein passionierter Hobbyrennfahrer, konstruierte vier Rennwagen, die er Chitty Bang Bang nannte. Sie waren teilweise mit Flugzeugmotoren ausgestattet. Für zwei der Modelle (Chitty II und III) fertigte Bligh die Karosserie. Zur gleichen Zeit entstanden bei Bligh Aufbauten für Straßenfahrzeuge von Aston Martin und Hispano-Suiza, die jeweils Einzelstücke blieben. Sie gingen wahrscheinlich auf Aufträge von Zborowski zurück.
Nach dem Unfalltod Zborowskis im Jahr 1924 beendete Bligh den Karosseriebau. Das Unternehmen beschränkte sich auf die Reparatur von Automobilen und den Autohandel. In den folgenden Jahrzehnten kamen zum Hauptsitz in Canterbury zahlreiche Filialen im Osten Kents hinzu. Der Betrieb wurde erst 1974 eingestellt.
Das Gebäude in der Radigund Street in Canterbury, in dem Bligh Bros. den Betriebssitz hatte, existiert noch.